# Александров-Агентов, Андрей Михайлович
Андре́й Миха́йлович Алекса́ндров-Аге́нтов (26 марта 1918, Бийск, Алтайская губерния — 12 апреля 1993, Москва) — советский партийный работник, дипломат, чрезвычайный и полномочный посол. Лауреат Ленинской премии (1980) и Государственной премии СССР (1982).

## Биография
Носил двойную фамилию со времени получения паспорта в 16 лет, объединив фамилии отца и матери. Для простоты часто ограничивался употреблением первой части фамилии; полную же фамилию — Александров-Агентов — использовал преимущественно в официальных документах.
Окончил шведское отделение филологического факультета Ленинградского института философии, литературы и истории (1940).
В 1940—1942 годах — корреспондент ТАСС в Стокгольме. В 1942—1947 годах на дипломатической работе в миссии СССР в Швеции (референт А. М. Коллонтай). В 1947 году переведён в Москву, в аппарат МИД, работал советником министра иностранных дел. Член ВКП(б) с 1948 года. В 1961—1963 годах — референт председателя Президиума Верховного Совета СССР Л. И. Брежнева, с 1963 по 1966 год — помощник по международным делам секретаря, затем Первого секретаря ЦК КПСС. С 1966 по 1986 год — помощник по международным делам Генерального секретаря ЦК КПСС.
Главным достижением своей дипломатической карьеры считал утверждение послевоенных границ в Европе в 1975 году.
Член Центральной ревизионной комиссии КПСС в 1971—1976, кандидат в члены ЦК КПСС в 1976—1981, член ЦК КПСС в 1981—1986. Депутат Совета Союза Верховного Совета СССР 9—11-го созывов (1974—1989) от Новосибирской области. В Верховный Совет 9-го созыва избран от Дзержинского избирательного округа № 236 Новосибирской области; член Комиссии по иностранным делам Совета Союза.
В 1976—1977 годах участвовал в переговорах с американской продюсерской компанией Air Time Inc. и Bregin Film Corporation LG о производстве документального 20-серийного сериала «Великая Отечественная» («Неизвестная война», англ. The Unknown War) и был одним из авторов его сценария. Удостоен за этот фильм Ленинской премии в 1980 году.
В 1981 году совместно с Константином Славиным, Генрихом Боровиком, Виталием Игнатенко написал сценарий документальной киноэпопеи о послевоенной истории СССР «Всего дороже», снятой на Центральной студии документальных фильмов и состоявшей из 8 полнометражных фильмов.
По характеристике Леонида Млечина, «Александров-Агентов был человеком высокопрофессиональным, жёстким, желчным, может быть, даже злым в неплохом смысле этого слова, человеком, для которого никаких авторитетов не было… …он спорил с Брежневым, и Брежнев с ним часто соглашался, потому что понимал, что он имеет дело с высоким профессионалом. Александров был уверен в расположении Брежнева».
Умер 12 апреля 1993 года в возрасте 75 лет. Похоронен 15 апреля 1993 года на Кунцевском кладбище.
Жена — однокурсница Маргарита Ивановна Панкрашова (1918—1991).

## Награды
- Ленинская премия (1980) — за работу над советско-американским документальным сериалом «Великая Отечественная» («Неизвестная война», англ. The Unknown War) режиссёра Романа Кармена.
- Государственная премия СССР (1982).

## Мемуары
- От Коллонтай до Горбачёва: Воспоминания дипломата, советника А. А. Громыко, помощника Л. И. Брежнева, Ю. В. Андропова, К. У. Черненко и М. С. Горбачёва / Под общ. ред. Н. Ф. Огородниковой. — М.: Международные отношения, 1994. — 299 с. — ISBN 5-7133-0799-9.

## В искусстве
- В российском телесериале «Брежнев» (2005) в роли А. М. Александрова-Агентова снимался Игорь Черневич.